# سولبی
سولبی (به انگلیسی: Soulby) یک روستا و محله مدنی در بریتانیا است که در منطقه ادن واقع شده‌است. سولبی ۱۸۷ نفر جمعیت دارد.